# Обгон (фильм)
«Обгон» (итал. Il Sorpasso) — итальянский комедийный фильм 1962 года, снятый режиссёром Дино Ризи. В международный прокат картина выходила под названием «Лёгкая жизнь» (англ. The Easy Life). Фильм повествует о путешествии двух совершенно разных героев — застенчивого студента Роберто и эксцентричного афериста Бруно — на спортивном автомобиле по дорогам Италии. В главных ролях снялись Витторио Гассман и Жан-Луи Трентиньян.

## Сюжет
Студент права Роберто должен готовиться к экзамену, но совершенно случайно и против своей воли он оказывается пассажиром в спортивной машине эксцентричного афериста и плейбоя Бруно Кортоны, живущего одним днём и склонного пустить пыль в глаза. Новый знакомый застенчивого и трудолюбивого Роберто — его полная противоположность: капризный мужчина-ребёнок, импульсивный и эгоистичный. По прихоти Бруно они отправляются в странное путешествие по Риму и Тоскане от одной случайной встречи к другой, навещают свои семьи. Путешествие длится всего два дня, но за это время Роберто переосмысливает некоторые моменты своей жизни и неожиданно понимает, что жизнь Бруно на самом деле не так беззаботна, как он пытается показать. В неожиданном финале машина Бруно на большой скорости совершает роковой обгон и вылетает с дороги в пропасть. Бруно чудом выскакивает и остаётся жив, но Роберто погибает.

## В ролях
- Витторио Гассман — Бруно Кортона
- Жан-Луи Трентиньян — Роберто Мариани
- Катрин Спаак — Лилли Кортона, дочь Бруно
- Лучана Анджолилло — Джанна Кортона, жена Бруно
- Клаудио Гора — Данило «Биби» Борелли, жених Лилли
- Линда Сини — тётя Лидия
- Нандо Анджелини — Амедео
- Аннетт Стройберг — немецкая туристка (в титрах не значится)

## Вокруг фильма

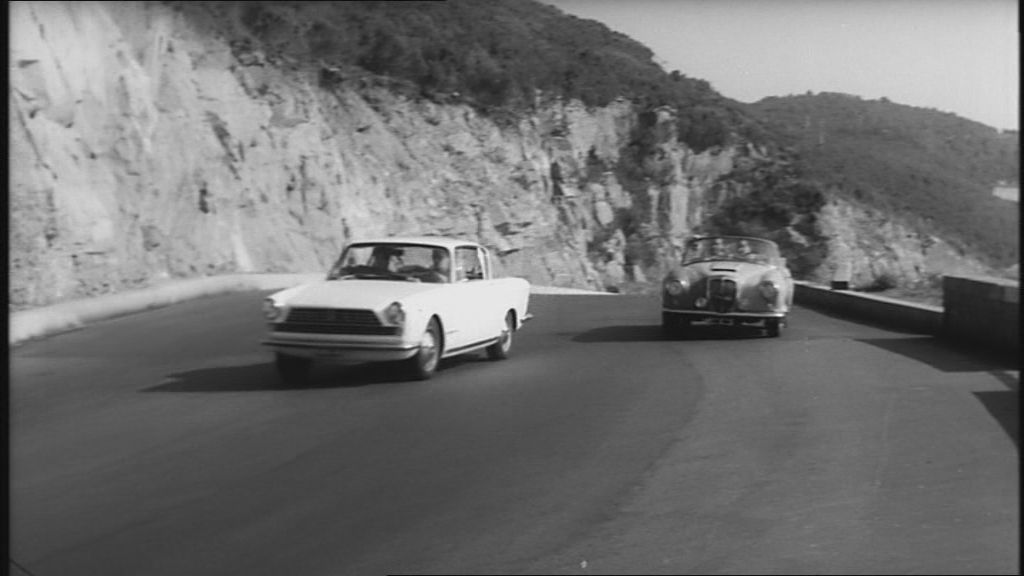
Кадр из финала картины

«Обгон» — классический пример комедии по-итальянски, где в ироничной манере режиссёр демонстрирует и анализирует Италию 1960-х, переживающую экономический подъём. По мнению Жака Лурселя, наряду с другой картиной Дино Ризи «Чудовища» этот фильм «знаменует собой рождение „итальянской комедии“». Как указывает французский критик, хронологически картина представляет собой первый шедевр итальянской комедии 60-х годов: «Это в равной степени комедия нравов и исследование характеров». Также Лурсель отмечая, что это «блистательный, горький, абсолютно классический фильм, где за иронией скрываются серьёзные мысли, где превосходно уживаются импровизация и строгость» писал, что при этом она представляет собой глубоко личную картину режиссёра — «Очевидно, что Ризи вложил немалую частицу себя в обоих персонажей». Обосновывая свой комментарий фильма, французский киновед приводит цитату из интервью Дино Ризи, в котором он характеризует фильм и образ Бруно следующим образом:
В этом фильме Гассман разрушает всё вокруг, поскольку не умеет созидать; это типичный итальянец — поверхностный, с фашистскими наклонностями. Он беспомощен, слабоволен, вся его сила — в физической фактуре, в шоковом эффекте, за которым нет ни глубины, ни моральной стойкости… Обгон родился из реальной истории; в персонаже Гассмана я объединил 2–3 человек, с которыми был лично знаком и пережил нечто похожее, причем мне выпала роль Трентиньяна… Персонаж Гассмана — это человек, всегда заполняющий собою пустоту, но боящийся жизни; за его вечной бодростью скрывается страх перед самим собой.
По мнению советского критика А. Асаркана, в этой картине Гассман мастерски воплотил на экране образ говорящего на характерном уличном разговорном языке «типичного римского гуляки»: «нахального и обаятельного, пылкого и вульгарного — молодое здоровое животное, которому всяк злак на пользу. Сыграл с непередаваемым блеском, с абсолютной „узнаваемостью“. После „Обгона“ его популярность возросла невероятно — и персонаж Гассмана „пошёл в серию“».
Финал картины, в котором по сценарию один из главных героев погибает, стал предметом спора между режиссёром и продюсером. Последний уверял, что, раз «Обгон» — это комедия, то у фильма должен быть счастливый конец. Ризи предложил поспорить: «Если завтра будет дождь, то я откажусь от трагичного конца», но дождь на следующий день не пошёл, и судьба героя осталась без изменений, что не помешало фильму стать успешным в прокате. Франсуа Трюффо говорил про финалы картин «Современная история: Королева пчёл» режиссёра Марко Феррери и «Обгон», что это «фильмы, настолько живые, что, невзирая на их печальный конец, после просмотра возникает непреодолимое желание запеть под дождём».
Хорошо принятый в Италии, фильм оказал влияние и на голливудские ленты, среди которых «Беспечный ездок» и «На обочине». Роль Бруно принесла Витторио Гассману две главные итальянские кинопремии — «Давид ди Донателло» и «Серебряную ленту», Дино Ризи получил приз за лучшую режиссуру на Кинофестивале в Мар-дель-Плата.